# Іабет

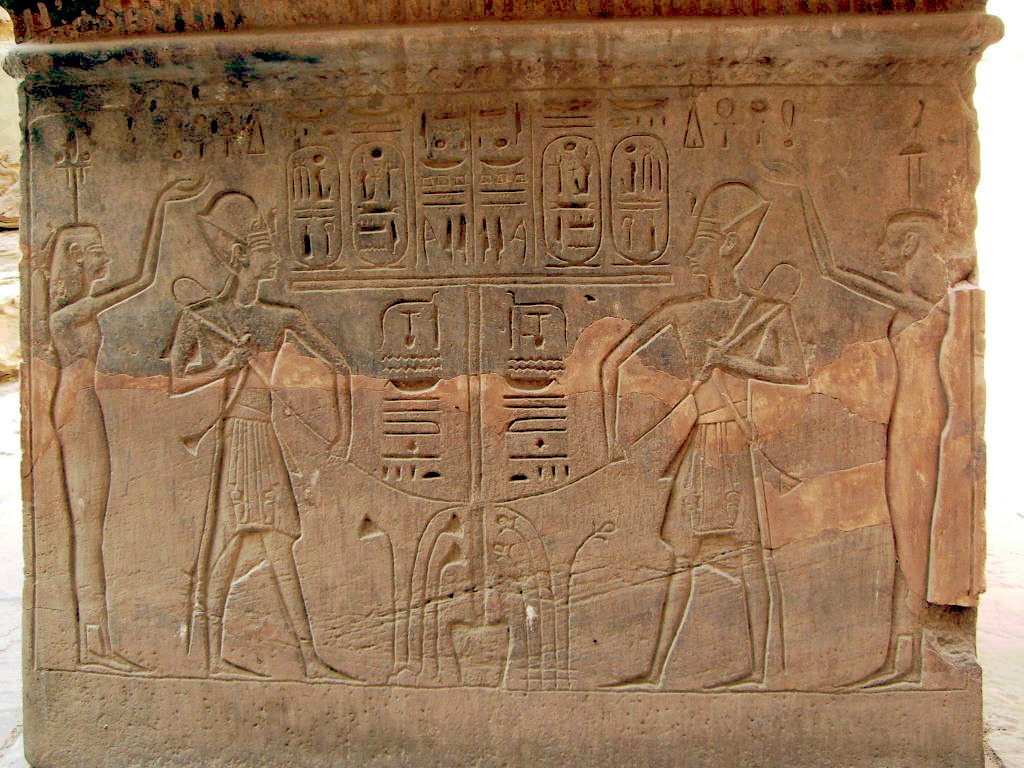
Зліва богиня сходу Іабет, в центрі два зображення фараона Рамсеса III, праворуч богиня заходу Аментет.

Іабет (Іабтет, Іаб, Абет, Абтет, Аб) — богиня сходу та східної пустелі в давньоєгипетській міфології, аналог богині Амаунет.

## Міфологія
Вранці Іабет очищає бога сонця Ра перед його денною подорожжю по небу. Її чоловіком був бог родючості Мін. Їй і її чоловікові поклонялися у столиці 9-го нома Верхнього Єгипта Панополе.
В Амдуаті, Іабет зображували як жінку з руками по бокам, під ім'ям Іаб. Поряд з 11 іншими богинями, включаючи Ісіду і її бабусю Тефнут, ця група богинь була відома як «Ті, хто віддає хвалу богу Ра».

## Неферт-Іабет
Неферт-Іабет — одна з принцес, названа на честь цієї богині. Її батьком був фараон Хуфу.